# Jeff Chandler

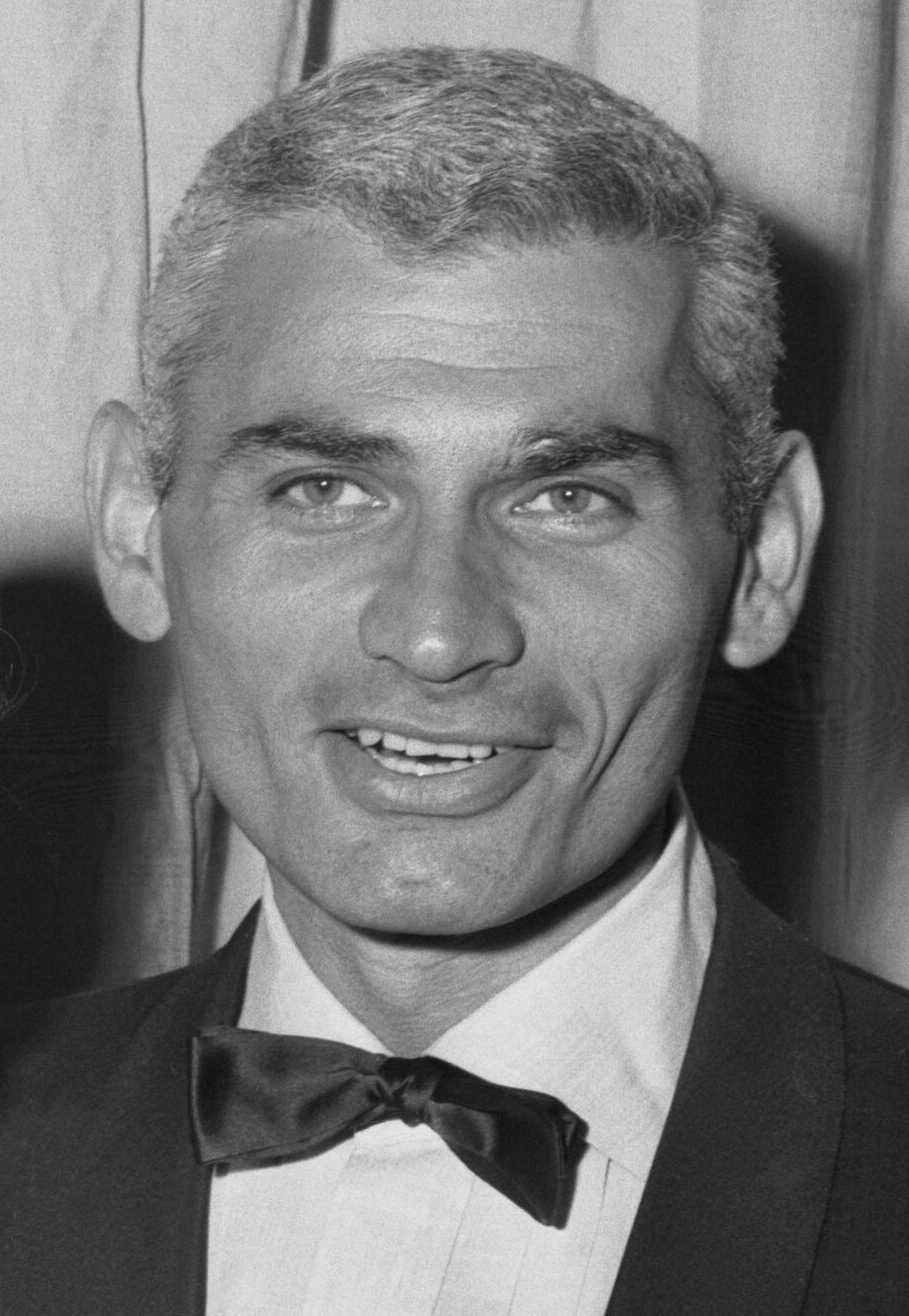
Jeff Chandler (1955)

Jeff Chandler (* 15. Dezember 1918 in Brooklyn, New York, als Ira Grossel; † 17. Juni 1961 in Los Angeles, Kalifornien) war ein US-amerikanischer Filmschauspieler, der in den 1950er Jahren vor allem mit Western- und Actionfilmen Popularität erlangte.

## Leben
Jeff Chandler besuchte die Erasmus Hall High School, die Startpunkt vieler Bühnen- und Filmkarrieren war. Anschließend nahm er Schauspielunterricht und arbeitete zwei Jahre in Schauspieltruppen, bevor er seinen Militärdienst im Zweiten Weltkrieg leistete. Nach seinem Abschied war er zunächst im Rundfunk in ernsten und heiteren Sprechrollen zu hören. Seine erste Rolle beim Film bekam er 1947 in Johnny O’Clock.
In den 1950er Jahren wurde der 1,91 Meter große Chandler zum Star in Western- und Actionfilmen. Seine erste Hauptrolle hatte er als israelischer Freiheitskämpfer in Schwert in der Wüste (1948). Es folgte eine Oscar-Nominierung für die Rolle als Cochise in Der gebrochene Pfeil (1950) als ersten von drei Auftritten als legendärer Apachen-Häuptling, gefolgt von Die Schlacht am Apachenpaß (1952) und Taza, der Sohn des Cochise (1954).
Im weiteren Verlauf des Jahrzehnts wurde Chandler zu einem höchst gefragten Darsteller. Sein Sexappeal, noch gesteigert durch vorzeitig ergrautes Haar und sonnengegerbtes Äußeres, führte zur Mitwirkung in vielen Action- und Kostümfilmen. Einige Stationen dieser Zeit waren Klar Schiff zum Gefecht, Drango, Kreuzverhör, Des Teufels Lohn, Goldenes Feuer, Ein Fremder in meinen Armen und Donner in der Sonne. Seine weiblichen Gegenparts waren beispielsweise June Allyson, Joan Crawford, Rhonda Fleming, Susan Hayward, Maureen O’Hara, Jane Russell und Esther Williams.
Kurz nach Drehende von Durchbruch auf Befehl (1962) starb Chandler im Alter von 42 Jahren an einer Blutvergiftung in Folge der Operation eines  Bandscheibenvorfalls. Sein Grab befindet sich auf dem Hillside Memorial Park Cemetery in Culver City, Kalifornien. Jeff Chandler wurde mit einem Stern auf dem Hollywood Walk of Fame geehrt.

## Filmografie (Auswahl)
- 1947: Johnny O’Clock
- 1949: Mr. Belvedere kann alles besser (Mr. Belvedere Goes to College)
- 1949: Schwert in der Wüste (Sword in the Desert)
- 1949: Abandoned
- 1950: Abbott und Costello als Legionäre (Abbott and Costello in the Foreign Legion)
- 1950: Der gebrochene Pfeil (Broken Arrow)
- 1950: Abgeschoben (Deported)
- 1950: Der Wüstenfalke (The Desert Hawk) (Sprecher der Einleitung)
- 1950: Vorposten in Wildwest (Two Flags West)
- 1951: Insel der zornigen Götter (Bird of Paradise)
- 1951: Piraten von Macao (Smuggler’s Island)
- 1951: Ausgezählt (Iron Man)
- 1951: Die Flamme von Arabien (Flame of Araby)
- 1952: Zu allem entschlossen (Meet Danny Wilson) (Cameo)
- 1952: Die Schlacht am Apachenpaß (The Battle of Apache Pass)
- 1952: Unternehmen Rote Teufel (Red Ball Express)
- 1952: Der Sohn von Ali Baba (Son of Ali Baba)
- 1952: Unter falscher Flagge (Yankee Buccaneer)
- 1952: Aus Liebe zu Dir (Because of You)
- 1953: Frauen in der Nacht (Girls in the Night)
- 1953: Der große Aufstand (The Great Sioux Uprising)
- 1953: Gefangene des Dschungels (East of Sumatra)
- 1953: Verschwörung auf Fort Clark (War Arrow)
- 1954: Taza, der Sohn des Cochise (Taza, Son of Cochise)
- 1954: In den Kerkern von Marokko (Yankee Pasha)
- 1954: Attila, der Hunnenkönig (Sign of the Pagan)
- 1955: Goldenes Feuer (Foxfire)
- 1955: Das Haus am Strand (Female on the Beach)
- 1955: Mit roher Gewalt (The Spoilers)
- 1956: Klar Schiff zum Gefecht (Away All Boats)
- 1956: Dem Tode entronnen (Pillars of the Sky)
- 1957: Kreuzverhör (The Tattered Dress)
- 1957: Ein Herzschlag bis zur Ewigkeit (Jeanne Eagels)
- 1957: Drango
- 1957: Des Teufels Lohn (Man in the Shadow)
- 1958: Immer Ärger mit den Frauen (The Lady Takes a Flyer)
- 1958: Sturm über Eden (Raw Wind in Eden)
- 1958: Ein Fremder in meinen Armen (A Stranger in My Arms)
- 1958: Vor uns die Hölle (Ten Seconds to Hell)
- 1959: Donner in der Sonne (Thunder in the Sun)
- 1959: Der Herrscher von Kansas (The Jayhawkers!)
- 1960: David und König Saul (A Story of David)
- 1960: Die Plünderer (The Plunderers)
- 1961: Rückkehr nach Peyton Place (Return to Peyton Place)
- 1962: Durchbruch auf Befehl (Merrill’s Marauders)